# Тейлор-Бартон
«Тейлор-Бартон» — діамант, 69,42 карат, краплевидний.
В році 1969 був цей камінь проданий на аукціоні. Власником став нью-Йоркський Cartier. Наступного дня його купив американський актор Річард Бартон для своєї не менш відомої дружини Елізабет Тейлор. Так був діамант перейменований на Taylor-Burton. Вперше як жіноча прикраса використаний на доброчинному балі, який в середині листопада проходив в Монако, де його Елізабет Тейлор мала на шиї. В 1978 році Тейлор повідомила, що виставляє камінь на продаж, а частина отриманих коштів піде на будівництво лікарні в Ботсвані. В червні 1979 був діамант було продано за 3 мільйони доларів. Останні повідомлення про цей камінь походять із Саудівської Аравії.